# HK Sotji
Sotji Leopards, eller bara HK Sotji (ryska: Хоккейный клуб Сочи), är en ishockeyklubb som spelar i Kontinental Hockey League ifrån och med att klubben bildades inför säsongen 2014/2015.

## Historik
Det spekulerades innan laget bildades i att dess namn skulle vara Sotji Dolphins, men så blev det inte. Laget fick möjligheten att välja ytterligare fem spelare vid expansionsdraften den 2014-06-17, men nöjde sig då med att välja tre spelare (Yefim Gurkin, Artyom Sedunov och Alexander Shevchenko).
Första säsongen i KHL gick laget till slutspelet där det dock blev förlust i första omgången.